# شينوسكه ميتسوشيما
شينوسكه ميتسوشيما (باليابانية: 満島 真之介) ممثل ياباني.

## مسيرته
بعد تخرجه من المدرسة الثانوية انتقل من اوكيناوا إلى توكيو، وعمل كجليس أطفال. بعد قضاء سنتين في توكيو، ارتحل حول اليابان لمدة سبعة أشهر في عام 2009. واثناء ترحاله شاهد بوسترات وافلام لشقيقته هيكاري في كل مكان وهنالك قرر ان يبذل جهده ويعمل كممثل. وانظم للشركة التي تعمل بها شقيقته. وفي عام 2010 بدأ مسيرته كممثل على مسرح توكيو ميتروبوليتان. وشارك بأول فيلم له عام 2013. وفي عام 2014 تزوج من مديرة أعمال شقيقته هيكاري. وفي عام 2016 شارك بأول عمل له كمؤدي اصوات في أنمي «البلدة في غيابي».

## عائلته
اخته الكبيرة هي هيكاري ميتسوشيما ايدول سابقة في فرقة «فولدر 5» وممثلة حالياً. واخته الصغرى مينامي ميتسوشيما عارضة ازياء. واخوة الصغير كوتارو ميتسوشيما لاعب كرة سلة في فريق ريزينغ زفير فوكوكا يلعب في الدوري الياباني لكرة السلة.

## الأعمال

### افلام
| السنة | العنوان             | الدور    |
| ----- | ------------------- | -------- |
| 2017  | جريمة القتل الثالثة | كاواشيما |
| 2017  | قبل أن نختفي        | مارو     |
| 2019  | غابة الحب           | شين      |

### مسلسلات
| السنة | العنوان       | الدور     |
| ----- | ------------- | --------- |
| 2019  | المخرج العاري | توشي أراي |